# Sobarocephala quadrimaculata
Sobarocephala quadrimaculata är en tvåvingeart som beskrevs av Soos 1963. Sobarocephala quadrimaculata ingår i släktet Sobarocephala och familjen träflugor. Inga underarter finns listade i Catalogue of Life.